# رنو موناستلا
رنو موناستلا (Renault Monastella) خودرویی است که در سال‌های ۱۹۲۹ تا ۱۹۳۲توسط رنودر فرانسه تولید شده‌است. طراحی آن خودروهای موتور جلو-محور عقب بوده است. سیستم جعبه‌دندهٔ آن ۳ دنده به صورت دستی است.